# Cyphopterum graciosae
Cyphopterum graciosae är en insektsart som beskrevs av Lindberg 1954. Cyphopterum graciosae ingår i släktet Cyphopterum och familjen Flatidae. Inga underarter finns listade i Catalogue of Life.